# Sasperanto
Sasperanto (sammansatt av SAS och Esperanto) är en humoristisk ordkonstruktion uppfunnet av anställda i SAS på 1950-talet på grund av det faktiska förhållandet att man ofta använde ett (icke-officiellt) talspråk; en blandning av norska, svenska, danska och engelska, eftersom SAS är en sammanslagning av det norska DNL, Det Norske Luftfartselskap, det danska DDL, Det Danske Luftfartselskab, det svenska ABA, AB Aerotransport och att koncernspråket är engelska. Detta var – och är kanske fortfarande – ett levande faktum, på samma sätt som svorska är en humoristisk benämning på sammanblandningen av svenska och norska, och svengelska en blandning av svenska och engelska.